# بينيلوبي كولين
بينيلوبي «بيني» آن كولين ري (بالإنجليزية: Penelope Coelen)‏ (من مواليد 15 أبريل 1940 في ديربان، جنوب أفريقيا) عارضة أزياء جنوب إفريقية وحاملة لقب ملكة جمال جنوب أفريقيا سابقة توجت في 18 من عمرها بمسابقة ملكة جمال العالم 1958. في قاعة ليسيوم في لندن، المملكة المتحدة، كانت مسابقة ملكة جمال العالم لا تزال في سنواتها الأولى. شارك ما مجموعه 22 متسابقة من أوروبا والأمريكتين وآسيا وأفريقيا في النهائيات. سيطر الأوروبيون على الدور نصف النهائي بحصولهم على 9 من أصل 12 مكانًا حصلت عليها نساء من القارة المضيفة. كانت خمسة من المتأهلين للنهائيات الستة من أوروبا أيضًا، لكنها كانت شابة ملفتة للنظر من اتحاد جنوب إفريقيا التي أخذت التاج المرغوب فيه.
أصبحت أول امرأة جنوب أفريقية تفوز بلقب ملكة جمال العالم. وهي أيضا ثاني امرأة من القارة الأفريقية يتم انتخابها بعد انتخاب أنتيجون كوستاندا المصرية - اليونانية عام 1954.
في فرحة غارمة عبرت بيني كولين عن تلك اللحظة قائلة:
| بينيلوبي كولين | "إنه لأمر رائع. فقط فكر - بالأمس كنت ملكة جمال جنوب إفريقيا فقط . الآن أنا ملكة جمال العالم. وأشعر أنني على قمة العالم." | بينيلوبي كولين |

بعد حصولها على لقبها حاولت دوخل عالم هوليود بمساعدة من الممثل الأمريكي جيمس جارنر لكنها لم تستطع تحقيق ذلك وفشلت في اختبار الشاشة. وقد أدارت فيما بعد مجموعة الملابس الخاصة بها وأيدت منتجات التجميل، ولا سيما العطور.
ظهرت في برنامج التلفاز الأمريكي «أخبر الحقيقة» في 25 نوفمبر 1958.

## حياتها الشخصية
بالعودة إلى أوائل العشرينات من عمرها، غادرت بريق وسحر بيفرلي هيلز بولاية كاليفورنيا في وقت لاحق عادت إلى جنوب إفريقيا، لتتزوج من مزارع قصب السكر الأثري ميشال ري من مقاطعة ناتال، وهي لا تزال حتى الآن شخصية اجتماعية بارزة في جنوب إفريقيا. تدير دار ضيافة ولديها خمسة أبناء.
بعد السفر إلى ارجاء العالم والتواصل مع المجتمع الراقي، كافحت ملكة الجمال للتكيف مع الحياة في مزرعة وحيدة دون كهرباء أو ماء ساخن. تعرب الآن عن أسفها لإحراق تلك اليوميات، لأنها كانت ترغب في إضافتها إلى مجموعها من ذكريات الحياة، والتي تشمل العديد من اللحظات السحرية. إحدى أعز ذكرياتي في النمسا. تم دعوتي إلى شرفة قصر شونبرون في فيينا.
| بينيلوبي كولين | "كنت متزوجة حديثًا وكثيراً ما كنت أفكر في المكان الذي يجب أن أسافر إليه ، أتساءل ماذا كنت أفعل في مزرعة. قررت أن أحرق مذكراتي في وقتي كملكة جمال العالم ، لأنني لم أعد أرغب في العيش في الماضي ". | بينيلوبي كولين |

## الروابط الخارجية
- بينيلوبي كولين على موقع IMDb (الإنجليزية)
- بينيلوبي كولين في قاعدة بيانات الأفلام على الإنترنت

| الجوائز و الإنجازات | الجوائز و الإنجازات         | الجوائز و الإنجازات |
| ------------------- | --------------------------- | ------------------- |
| سبقه ماريتا ليندال  | ملكة جمال العالم 1958       | تبعه كورين روتتشافر |
| سبقه أديل كروغر     | ملكة جمال جنوب افريقيا 1958 | تبعه مويا ماكر      |